# Erik Flügel
Erik Horst Wolfgang Flügel (Fürstenfeld, Estiria, 6 de abril de 1934-Erlangen, 14 de abril de 2004) fue un naturalista, geólogo y paleontólogo austriaco, pionero del análisis de microfacies.

## Vida
Erik Flügel se trasladó a Graz a estudiar y estudió Geología, Mineralogía y Paleontología en la Universidad de Marburgo y en la Universidad de Graz, donde se doctoró en el año 1957 con un trabajo sobre Hydrozoa. En el año 1959 estuvo como conservador en el Museo de Historia Natural de Viena, y en el año 1962 consiguió la habilitación en la Universidad de Viena por sus investigaciones sobre contenido fósil y microfacies de una región de los Alpes. En el año 1962 fue asesor científico y más tarde profesor en la Universidad Técnica de Darmstadt, y en el año 1972 profesor de paleontología en la Universidad de Erlangen-Núremberg, donde acabaría siendo decano del área de Ciencias de la Tierra. En el año 1999 fue nombrado profesor emérito.
Estudio la evolución, la paleontología y la paleoecología de los arrecifes y el análisis de las facies de calizas. En su habilitación se encargó de los primeros análisis exhaustivos de microfacies en idioma alemán, realizados en calizas arrecifales triásicas de los Alpes Bávaros. Estudió y caracterizó los estratos basándose en sus características sedimentológicas y paleontológicas con el uso del microscopio y láminas delgadas. Estudio la sistemática de los hidrozoos y utilizó el microscopio electrónico para demostrar que la caliza de Solnhofen estaba formada por caparazones de cocolitóforos.
Fue miembro de la Deutsche Forschungsgemeinschaft (DFG) entre los años 1992 y 1998, y de la Geo-Kommission. Entre los años 1990 y 1996 lideró el estudio de la DFG Globale und regionale Steuerungsprozesse biogener Sedimente: Riff-Evolution und Kreide-Sedimentation (Procesos controladores regionales y globales de sedimentos biogénicos: evolución de los arrecifes y sedimentación cretácica). Entre los años 1995 y 1999 formó parte del consejo consultivo científico del Instituto Alfred Wegener y a partir de 1996 fue miembro del Instituto de Investigación Senckenberg.
En 1962 recibió el Premio de Investigación del Archiduque Johann, en 1985 la Medalla Hans Stille y en el año 2000 la Medalla Gustav Steinmann. En el año 2000 la Universidad Libre de Berlín le nombró Doctor honoris causa. En el año 1992 fue elegido miembro de la Academia Austríaca de Ciencias, en el 2000 miembro honorario de la Paläontologische Gesellschaft y en el año 2002 miembro de la Sociedad Geológica de América.
Fue hermano del geólogo y paleontólogo Helmut W. Flügel. Su esposa, Ehrentraud Flügel, es doctora en Mineralogía.

## Obra
- Neue Graptoliten aus dem Gotlandium der Karnischen Alpen. Carinthia II 143_63, 1953, p. 22-26.

- Revision der devonischen Hydrozoen der Karnischen Alpen. Carinthia II 146_66, 1956, p. 41-60 online 2,9 MB.

- Eine mitteldevonische Korallen-Stromatoporen-Fauna vom Plöcken-Paß (Kleiner Pal-Westflanke, Karnische Alpen). Carinthia II 148_68, 1958, p. 41-60 online 849 kB.

- Die paläozoischen Stromatoporen-Faunen der Ostalpen: Verbreitung und Stratigraphie. Jahrbuch der Kaiserlich-Königlichen Geologischen Reichsanstalt 101, 1958, p. 167-186 online 1,3 MB

- Die Gattung Actinostroma Nicholson und ihre Arten (Stromatoporoidea). Annalen des Naturhistorischen Museums in Wien 63, 1959, p. 90-273 online 17,2 MB

- con Walter Gräf. Ein neuer Fund von Asterocalamites scrobiculatus (Schloth.) Zeiller im Hochwipfelkarbon der Karnischen Alpen. Carinthia II 149_69, 1959, p. 41-42 online 329 kB

- Verzeichnis der in der Geol.-Palaeontol. Abteilung des Naturhistorischen Museums Wien, Austria, aufbewahrten Typen und Abbildungsoriginale aus den Aufsammlungen der Novara-Expedition. New Zealand J. Geol. Geophys. 2, 1960, p. 826-845.

- Typen-Katalog. Verzeichnis der in der Geologisch-Paläontologischen Abteilung des Naturhistorischen Museums in Wien aufbewahrten Typen sowie der Abbildungsoriginale. I. Invertebrata: I. Protozoa. 2. Coelenterata. Annalen des Naturhistorischen Museums in Wien 64, 1961, p. 65-104 online 3,6 MB

- Vorläufiger Bericht über den Fossilinhalt der Sauwand (Ober-Trias) bei Gußwerk (Steiermark). Mitteilungen des naturwissenschaftlichen Vereins für Steiermark 91, 1961, p. 31-36 online 684 kB

- Beiträge zur Paläontologie der nordalpinen Riffe. Neue Spongien und Algen aus den Zlambach-Schichten (Rhät) des westlichen Gosaukammes, Oberösterreich. Annalen des Naturhistorischen Museums in Wien 65, 1962, p. 51-56 online 2,6 MB

- Zur Mikrofazies der alpinen Trias. Jahrbuch der Kaiserlich-Königlichen Geologischen Reichsanstalt 106, 1963, p. 205-228 online 2,3 MB

- con Heinz Albert Kollmann: Die paläozoischen Meere der Ostalpen. Veröffentlichungen aus dem (des) Naturhistorischen Museum(s) NF_005, 1964, p. 148-156 online 5,0 MB

- Algen aus dem Perm der Karnischen Alpen. Carinthia II, Sonderheft 25, 1966, p. 1-76

- Bericht über fazielle und stratigraphische Untersuchungen im Perm der Karnischen Alpen. Carinthia II 158_78, 1968, p. 38-65 online 2,2 MB

- Hydrozoen mit circumlamellarer Mikrostruktur aus den Gosau-Schichten (Senon) des Gosau-Beckens (Oberösterreich/Salzburg). Verh. Geol. Bundesanst. 1969/2, p. 126-132

- Palökologische Interpretation des Zottachkopfprofiles mit Hilfe von Kleinforaminiferen. Carinthia II 28, 1971, p. 61-96

- con H. Meixner. Pyritisierte Spongien-Nadeln und Radiolarien aus Oberalmer-Kalken (Malm) des Weißenbachtales SW Strobl/Wolfgangsee (Salzburg). In: Bachmayer F. & Zapfe H. (eds.) Ehrenberg-Festschrift, Öst. Paläontol. Ges. Viena 1972, p. 187-194

- Forschungsergebnisse im ost- und südalpinen Perm - Fazies-Interpretation der unterpermischen Sedimente in den Karnischen Alpen. Carinthia II 164_84, 1974, p. 43-61 online 1,4 MB

- con Friedrich Kahler: Forschungsergebnisse im ost- und südalpinen Perm - Vorwort. Carinthia II 164_84, 1974, p. 7-8 online 256 kB

- con Lein, Baba Senowbari-Daryan: Kalkschwämme, Hydrozoen, Algen und Mikroproblematika aus den Cidarisschichten (Karn, Ober-Trias) der Mürztaler Alpen (Steiermark) und des Gosaukammes (Oberösterreich). Mitt. Ges. Geol. Bergbaustud. Österr. 25, 1978, p. 153-195

- Die Mikrofacies der Kalke in den Trogkofel-Schichten der Karnischen Alpen. Studi trent.Sci.nat. SH 36, 1980, p. 51-99

- con W. Buggisch. Die Trogkofel-Schichten der Karnischen Alpen. Verbreitung, geologische Situation und Geländebefund. Studi trent.Sci.nat. SH 36, 1980, p. 13-50

- con Wolf-Christian Dullo, Richard Lein, Peter Riedl, Baba Senowbari-Daryan. En, Kalkschwämme und Mikroproblematika aus unterkarnischen Riffkalken des Bosruck-Gipfels (Nördliche Kalkalpen, Österreich). Jahrbuch der Kaiserlich-Königlichen Geologischen Reichsanstalt 129, 1986, p. 525 online 2,4 MB

- "Algen/Zement"-Riffe. Archiv Lagerstättenforsch. Geol. Bundesanstalt 10, 1989, p. 125-131 online 923 kB

- Typen und wirtschaftliche Bedeutung von Riffkalken. Archiv Lagerstättenforsch. Geol. Bundesanstalt 10, 1989, p. 25-32 online 939 kB

- "Einschnitte" in der Entwicklung permischer Kalkalgen. Mitt. Naturwiss. Ver. Steiermark 120, 1990, p. 99-124

- con Felicitas Velledits, Baba Senobari-Daryan, Peter Riedel. Rifforganismen aus "Wettersteinkaiken" (Karn?) des Bükk-Gebirges, Ungarn. Geol.-Paläontol. Mitt. Innsbruck 018, 1991, p. 35-62 online 4,0 MB

- con Hans Hagdorn. Dasycladaceen aus dem Oberen Muschelkalk (Mitteltrias) des Hohenloher Landes, Süddeutschland. Zitteliana, 20, Múnich 1993, p. 93–103

- con Baba Senobari-Daryan. Nachweis einiger Riff-Foraminiferen und Problematika in den norischen Dachsteinkalken des Gosaukammes (Österreich). Jahrbuch der Kaiserlich-Königlichen Geologischen Reichsanstalt 139, 1996, p. 247-271 online 1,4 MB

- con Ehrentraud Flügel: Die Kalkalge Anthracoporella spectabilis PIA aus dem Oberkarbon der Karnischen Alpen: Ein Vergleich mit rezenten dasycladalen Grünalgen. Mitteilungen der Abteilung Geologie Palaeontologie und Bergbau am Joanneum SH_2, 1998, p. 175-197

- Microfacies of carbonate rocks. Analysis, Interpretation and Application, Springer Verlag 2004, 2ª ed. 2010

- Microfacies analysis of limestones, Springer Verlag 1982

- Mikrofazielle Untersuchungsmethoden von Kalken, Springer Verlag 1978

### Como editor
- Fossil Algae. Recent Results and Developments, Springer Verlag 1977

- con W. Kiessling, J. Golonka. Phanerozoic reef patterns, SEPM Special Publ. 72, Tulsa 2002.

- La abreviatura «E.Flügel» se emplea para indicar a Erik Flügel como autoridad en la descripción y clasificación científica de los vegetales.[3]